# 徐州东站站
徐州东站站是徐州地铁1号线的地铁站，位于中华人民共和国江苏省徐州市贾汪区国铁徐州东站地下，为1号线东端终点站，于2019年9月28日开通。

## 车站结构
徐州东站站位于国铁徐州东站站房南侧站场下方，垂直于国铁线路东西设置，为地下二层岛式站台车站，车站宽30米，车站地下一层为站厅层，与国铁站出站地道基本同层，地下二层为站台层，站台设置全高站台门。建设中的6号线车站位于国铁东站房下方，平行于国铁线路南北设置，为地下二层岛式站台车站，车站长347.15米，宽17.8至33.6米，车站地下二层为站厅层，被1号线轨行区分为南北两个部分，地下三层为站台层，两线预计将采用站厅换乘形式。
|                   |  | █ 1号线往路窝（金龙湖） |
| 島式 · 開左邊车门 |  |                         |
|                   |  | █ 1号线落客             |

|               |  | 未來 █ 6号线往铜山中医院（大湖） |
| 未啟用 · 島式 |  |                                  |
|               |  | 未來 █ 6号线落客                 |

## 车站出口
徐州东站站共设3个出入口，各出口及周围设施如下所示：
| 出口编号            | 照片 | 出口指示       | 建议前往的目的地 |
| ------------------- | ---- | -------------- | ---------------- |
| 1 · 出口            |      | 站西路（东侧） | 徐州东站西广场   |
| 2 · 出口            |      | 站东路（西侧） | 徐州东站东广场   |
| 3 · 出口 · （设有） |      | 站西高架路     | 徐州东站西进站口 |
| 图例： 设有         |      |                |                  |

## 接驳交通

### 铁路
- 国铁京沪高速铁路、徐兰客运专线与徐盐客运专线徐州东站

### 公交车
- 徐州东站(西广场)：3路、10路、32路、70路、72路、72路夜、90路、112路、208路、208路区间、游666路
- 徐州东站(东广场)：3路、10路、32路、70路、72路、72路夜、90路、112路、K2路、游666路

## 车站历史
- 2009年6月2日，1号线穿越京沪高铁预留通道工程开工[5]。
- 2019年9月28日，车站随1号线一期通车开通[1]。
- 2019年5月14日，6号线车站主体结构封顶[3]。